# Flint Town United Football Club
El Flint Town United Football Club (en galés: Clwb Pêl-droed Tref Y Fflint Unedig) es un club de fútbol de Gales, con sede en Flint. Fue fundado en 1886 y compite en la Cymru Premier, máxima categoría del fútbol galés.

## Historia
Fue fundado en 1886 como Flint F.C.; jugando en Strand Park, que se encuentra a orillas del estuario Dee. El club causó una impresión temprana al llegar a la primera final de la Copa Amateur de Gales en 1890-1891, perdiendo ante Wrexham Victoria FC con un marcador de 4-1.
Compitió en la Premier League de Gales 2020-21 tras ascender como subcampeón de la Cymru North luego de que el Prestatyn Town FC rehusara ascender como campeón de la liga.